# 梅谢尔罗达
梅谢尔罗达是德国图林根州的一个市镇。总面积4.36平方公里，总人口277人，其中男性149人，女性128人（2011年12月31日），人口密度64人/平方公里。